# Iglesia de Santa María la Real (Entrimo)
La iglesia de Santa María la Real se encuentra en la localidad de española de Entrimo, Orense. De estilo barroco churrigueresco, no se encuentran datos fidedignos sobre su construcción aunque se estima que terminó alrededor del año 1739.

## Historia
Aunque no se dispone de documentación fehaciente, parece que las obras de cantería de la Iglesia fueron terminadas en 1739 siendo abad D. Agustín Leboso, erigida por el Rey con la colaboración del pueblo como testimonia el escudo real puesto encima de la fachada principal. Curiosamente el escudo cuenta con el águila de los Austrias a pesar de que los Borbones ya estaban reinando, lo que hace pensar en una reconstrucción posterior.
Siempre tuvo el título de abadía que todavía se conserva en el archivo y en el sello parroquial.

## Descripción
El cuerpo de la iglesia es de planta de cruz latina de 45 por 20 metros, con tres naves separadas por ocho pilastras y un coro encima de las primeras cubriendo la entrada principal. Los tramos de la bóveda son de crucería y las naves laterales tienen junto al crucero dos capillas semicirculares.
Las diferencias de las fachadas entre sí, con la torre y el interior del templo, hacen suponer que esos elementos corresponden a fechas distintas y proyectos diferentes.
La fachada tallada en granito fino de los montes de Entrimo, tiene forma de un retablo y se organiza en cuatro cuerpos, enmarcados por pilastras. El primero centrado en la puerta, en arco moldurado de medio punto, adornado con cabezas de ángeles y flanqueado por tres pares de columnas: salomónicas lisas en la parte superior del fuste las primeras y estriados los otros dos pares. El segundo cuerpo tiene una hornacina con la imagen en piedra de la Virgen de la Asunción y cuatro pares de columnas salomónicas enlazadas con tallos de viñas y frutos de las mismas. En el centro del tercer cuerpo hay un panel de la Santísima Trinidad, con el Espíritu Santo en forma de paloma y el Padre y el Hijo en figuras humanas portando una corona destinada a la Virgen María. A ambos lados hay cuatro pares de columnas salomónicas como las del segundo cuerpo. El cuarto cuerpo es un ancho friso rematado por un frontón partido, destacándose en el medio el escudo de España con el águila bicéfala, siendo la decoración de marcos y motivos de hojas, coronado con tres estatuas de ángeles tocando instrumentos de cuerda que ocupan el podio y los ángulos del frontón.
La fachada cubre solamente la nave central del templo, siendo los cuerpos laterales de sillería salvo la parte de arriba, en la que llevan una franja de remolinos con un gran triángulo de decoración de hojas en los que se apoyan sendos pináculos con unas bolas que llegan hasta la base del frontón.
La torre de veinticinco metros de altura está fechada en el año 1727 como campanario, tiene alrededor una balconada de piedra con remate de pináculos, tambor y cúpula hemisférica con una pila bautismal en su base. Unas escaleras que comienzan en el atrio, llevan al cuerpo de campanas, contemplando desde allí una bella panorámica del pueblo y de sus alrededores.
Cuenta con otras dos fachadas laterales; la del sur es del tipo retablo, en dos cuerpos y un frontón, enmarcándose la puerta entre dos pares de columnas de fuste liso. Vemos la imagen de San José enmarcada en un par de columnas salomónicas y otras dos estriadas, con tres esculturas hagiográficas y dos gárgolas con figuras mitológicas. En la del norte hay encima de la puerta una imagen del Salvador en tamaño natural, resolviéndose la fachada con una gran sobriedad de aire compostelano, rematada en sectores curvos.
Partiendo de las fachadas norte y sur y sostenida en cada arranque por una figura humana, rodean las naves exteriores un hermoso friso de follajes y cordón. La cubierta de la nave central es más alta que la de los laterales para recibir la luz y el crucero es más alto que la nave central y la parte absidal. Encima de este crucero se eleva un cuerpo exterior de media naranja, rematada con una linterna de las que hicieron escuela en los siglos en que se desarrollaron las obras.
En la Iglesia hay seis retablos de distintas hechuras y el altar de Cristo crucificado con la Virgen de los Dolores. En el altar el Ecce Homo, que antes fue Nazareno, se asegura que fue inspirado, dirigido y pagado de su pecunio particular por el cardenal Quevedo.
El atrio de sillería alrededor del templo se remata con un Viacrucis, algunas de las artísticas cruces ya fueron rotas por la bestialidad de un gamberrismo inconcebible.

## Citas
Para hacerse idea de esta joya arquitectónica de la Baixa Limia citar unas palabras del poeta gallego, Manuel Amor Meilán halladas en unos apuntes históricos sobre Xelmirez:

Ilmo Sr.: La Iglesia de Entrimo mereció en otros tiempos ser una niña mimada de Cardenales, Obispos y Escritores. Ahora está triste, llora, siente morriña de aquellos amores; por Dios hacedle algún mimo, hacedle alguna caricia.
Manuel Amor Meilán